# Калининцы (Кировская область)
Калининцы — опустевшая деревня в Слободском районе Кировской области в составе Ленинского сельского поселения.

## География
Находится на расстоянии примерно 5 км на юг от поселка Вахруши.

## История
Известна с 1671 года как деревня Богдановская с 1 двором. В 1764 году в деревне учтено 49 жителей.
В 1873 году здесь (Богдановская или Калинины) учтено дворов 21 и жителей 144, в 1905 41 и 199, в 1926 54 и 259, в 1950 49 и 193. В 1989 году оставался 1 житель. 

## Население
Постоянное население  не было учтено как в 2002 году, так и в 2010.